# Faculté d'agronomie et des sciences agricoles
La faculté d'agronomie et des sciences agricoles (FASA), est un grand établissement dans le domaine scientifique et professionnel. Des enseignements de productions végétales, de productions animales, de gestion forestière, de mécanisation et génie rural, d'économie et sociologie rurales y sont dispensés. L'école est réputée être le premier établissement universitaire du Cameroun.

## Historique
À l'origine, l’École nationale camerounaise d'agriculture (ENCA) a été créée en 1960. Elle a ensuite été remplacée en 1972 par l’École nationale supérieure agronomique (ENSA), puis en 1977 par le Centre universitaire de Dschang. En 1988, le Centre devient l’Institut national de développement rural (INADER).  
Créée en 1993, la FASA est un des établissements de l'université de Dschang. Elle a des campus dans les cinq zones agro-écologiques du Cameroun. Sa principale mission est de mettre en œuvre une politique cohérente de formation des cadres moyens et supérieurs qui se destinent à la production agricole, à la sécurité alimentaire et au développement durable.

## Organisation
L'admission des étudiants est sur concours pour les camerounais titulaires d'un baccalauréat C, D ou d'un GCE AL avec au moins deux matières scientifiques et d'un GCE OL, ou d'un diplôme équivalent reconnu par le ministère chargé de l'Enseignement supérieur. Sont également admis dans les mêmes conditions que les candidats camerounais, les ressortissants des pays membres de la CEMAC ayant ratifié les textes relatif au traitement national.

## Enseignements

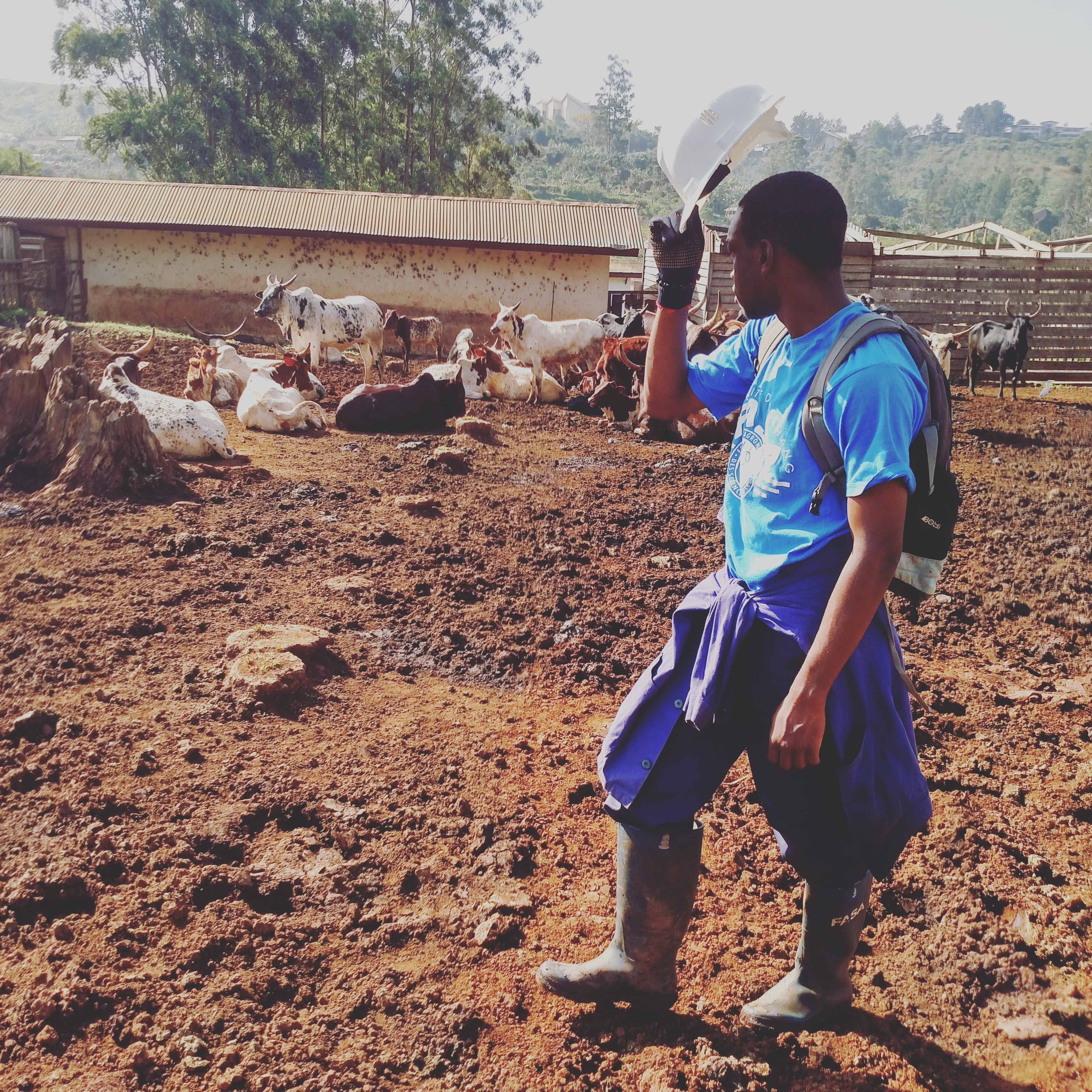
Ferme d'application de la Faculté d'agronomie et des sciences agricoles.

La FASA forme des étudiants sur plusieurs spécialités :
- Production végétale
- Production animale
- Génie rural
- Économie et sociologie rurale
- Foresterie

## Anciens élèves
Depuis sa création, l'école a formé plus de 1800 ingénieurs et techniciens supérieurs originaires de plus de 10 pays d’Afrique et d’Europe dans le domaine de l’agriculture et du développement rural. Plusieurs de ses anciens élèves ont exercé des fonctions supérieures dans l'administration nationale et internationale. Certains sont des leaders d'opinion ou de la société civile:

### Ministres camerounais
- Gibering Bol Alima[3]
- Clémentine Ananga Messina[4]
- Zacharie Perevet (en)[5]
- Clobert Tchatat[6]

### Hauts fonctionnaires internationaux
- Elisabeth Balepa[7]
- Amos Namanga Ngongi[8]

### Responsables universitaires
- Jean Ongla[9]
- François Hiol Hiol, Coordonnateur du Centre régional d’enseignement spécialisé en agriculture forêt-bois[10].

### Leaders d'opinion
- Bernard Njonga[11]